# Más cerca, oh Dios, de ti

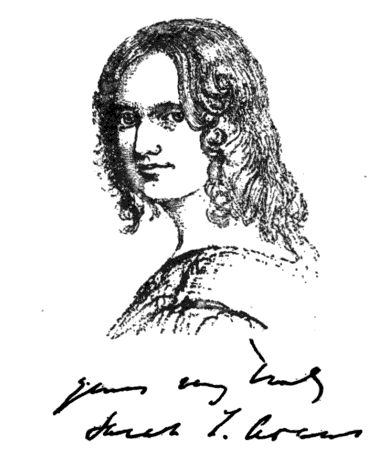
Sarah Fuller Flower Adams, autora de la obra, 1834 por Margaret Gillies.

"Más cerca, oh Dios, de ti" o "Cerca de ti, Señor" (en inglés Nearer, my God, to Thee) es un himno cristiano decimonónico escrito por Sarah Flower Adams, basado en el pasaje
del Génesis 28:11-19, la historia de la Escalera de Jacob. El pasaje del libro del Génesis 28:11-12 se lee en la Biblia Textual de la siguiente manera:

11  Y (Jacob), llegado a cierto lugar, pasó allí la noche porque ya el sol se había puesto. Tomó una piedra del lugar y la puso por su cabecera y durmió en aquel sitio, 12 y soñó: He aquí una escalera apoyada en la tierra, cuya parte superior alcanzaba los Cielos, y los ángeles de Elohim subían y bajaban por ella.
Biblia Textual (IV edición)

El himno es reconocido, entre otras razones, por ser la supuesta última interpretación de la orquesta del RMS Titanic antes del hundimiento del célebre transatlántico.

## Letras

### Versión original

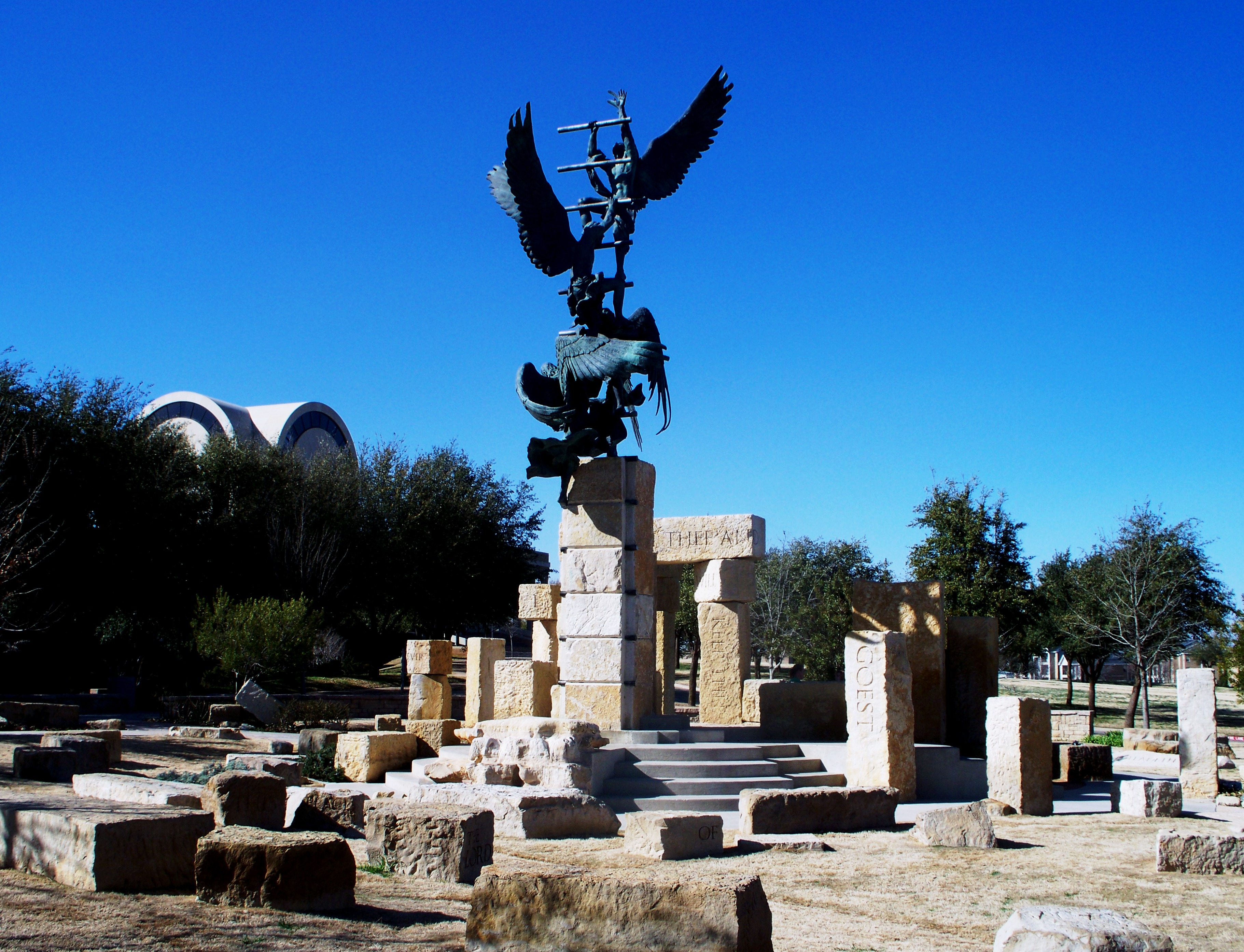
Obra artística “La Escalera de Jacob” en el campus de la Universidad Cristiana de Abilene

La versión original (en inglés):
Nearer, my God, to Thee, nearer to Thee!
E'en though it be a cross that raiseth me;
Still all my song shall be nearer, my God, to Thee,
Chorus: Nearer, my God, to Thee, nearer to Thee!
Though like the wanderer, the sun gone down,
Darkness be over me, my rest a stone;
Yet in my dreams I'd be nearer, my God, to Thee,
Chorus
There let the way appear steps unto heav'n;
All that Thou sendest me in mercy giv'n;
Angels to beckon me nearer, my God, to Thee,
Chorus
Then with my waking thoughts bright with Thy praise,
Out of my stony griefs Bethel I'll raise;
So by my woes to be nearer, my God, to Thee,
Chorus
Or if on joyful wing, cleaving the sky,
Sun, moon, and stars forgot, upwards I fly,
Still all my song shall be, nearer, my God, to Thee,
Un sexto verso fue más tarde añadido al himno por Edward H. Bickersteth, Jr.:
There in my Father’s home, safe and at rest,
There in my Savior’s love, perfectly blest;
Age after age to be, nearer my God to Thee.
Chorus

### Versión española
La versión castellana más popular del himno es la siguiente:
¡Más cerca, oh Dios, de Ti, más cerca sí!
Aunque sea una cruz que me lleve a ti;
si tiende al sol la flor, si el agua busca el mar,
a Ti, mi solo bien, yo he de buscar.
Yo creo en Ti, Señor, yo creo en Ti,
Dios vivo en el altar, presente en mí.
Si ciegos al mirar, mis ojos no te ven
yo creo en Ti, Señor, aumenta mi fe.
¡Más cerca, oh Dios, de Ti, más cerca sí!
Aunque sea una cruz que me lleve a ti.
Será mi canto así, más cerca, oh Dios, de Ti,
¡más cerca, oh Dios, de Ti, más cerca sí!
Mi pobre corazón inquieto está.
Hasta que en Ti, Señor, encuentre la paz.
Abráseme tu amor, oh luz de eternidad.
Cerca de Ti, Señor, quiero morar.
Refugio es el Señor, no temeré.
Mi fuerza en el dolor confío en Él.
Si brama y gime el mar, las olas al romper,
Conmigo Dios está, ya no temeré....

### Versión española 2
Cerca de Ti, Señor quiero morar
Tu grande, tierno amor, quiero gozar.
Llena mi pobre ser, limpia mi corazón.
Hazme tu rostro ver, en comunión.
Pasos inciertos doy, el sol se va.
Mas si contigo estoy, no temo ya.
Himnos de gratitud, ferviente cantaré.
Y fiel a ti Jesús, siempre seré.
Día feliz veré, creyendo en Ti.
En que yo habitaré, cerca de Ti.
Mi voz alabará, tu dulce nombre allí.
Y mi alma gozará, cerca de Ti.

Existen otras adaptaciones de la canción al español. No obstante, ninguna hasta el momento ha seguido la traducción literal de la obra original en inglés, del mismo modo y como consecuencia, no se aprecia la antes citada semejanza con el pasaje del Génesis en ninguna de las versiones.

## Texto y música

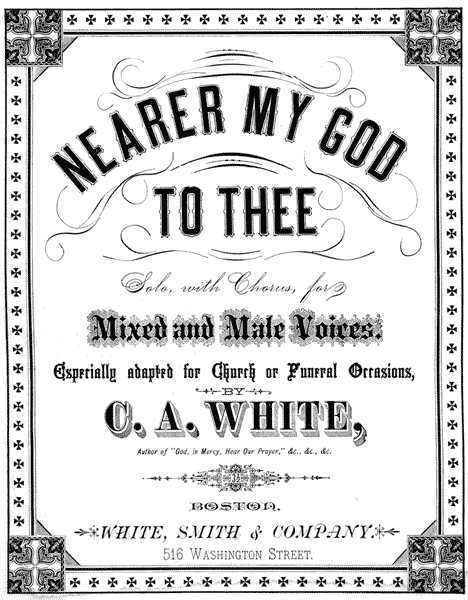
Portada de la partitura del año 1881

El texto fue escrito por la poetisa cristiana inglesa Sarah Flower Adams (1805-1848) en su casa en Sunnybank, Loughton, Essex, Inglaterra, en 1841. La primera vez que se le puso melodía a la obra fue por parte de la hermana de Adams, la compositora Eliza Flower, para la colección Hymns and Anthems del orador William Johnson Fox.
En Inglaterra, el himno se asocia normalmente con la melodía Hourbury de John Bacchus Dykes, nombrada así por un pueblo cerca de Wakefield, Inglaterra, donde Dykes había encontrado “la paz y la comodidad”. En el resto del mundo, el himno generalmente es cantado según la melodía de Bethany (1856) de Lowell Mason. Los británicos metodistas prefieren la melodía Propior Deo (“Más cerca de Dios”), escrita por Arthut Sullivan (del dúo Gilbert y Sullivan) en 1872. Sullivan escribió un segundo arreglo del himno a una melodía conocida como "St. Edmund". La melodía de Mason también tuvo incidencia en el repertorio británico.
El libro Methodist Hymn Book de 1933 incluye Horbury y otras dos melodías, "Más cerca de Ti" (estadounidense) y "Más cerca, oh Dios, de Ti" (TC Gregory, 1901 -?) mientras que su sucesor Hymns and Psalms de 1983 usa la melodía Horbury y "Wilmington" de Erik Routley. El himnario Songs of Praise incluye Horbury, "Rothwell" (Geoffrey Shaw) y "Liverpool" (John Roberts/Ieuan Gwyllt, 1822-1877). Liverpool también aparece en BBC Hymn Book de 1951. y en Baptist Hymn Book de 1962 (con Propior Deo). El original New English Hymnal incluye el himno establecido en Horbury, mientras que su reemplazo, el New English Hymnal omite el himno. El himnario Hymns Ancient and Modern incluyó Horbury y "Communion" (Samuel Sebastian Wesley), aunque las versiones posteriores, incluyendo Common Praise, estandarizaron Horbury.
Otros arreglos del siglo XIX incluyen aquellos realizados por el reverendo N.S. Godfrey, W. H. Longhurst, Herbert Columbine, Frederic N. Löhr, Thomas Adams, y uno compuesto conjuntamente por William Bennett Sterndale y Otto Goldschmidt. En 1955, el compositor inglés y musicólogo Sir Jack Westrup compuso un arreglo en forma de un himno para cuatro solistas con acompañamiento de órgano.

## RMS Titanic y SS Valencia

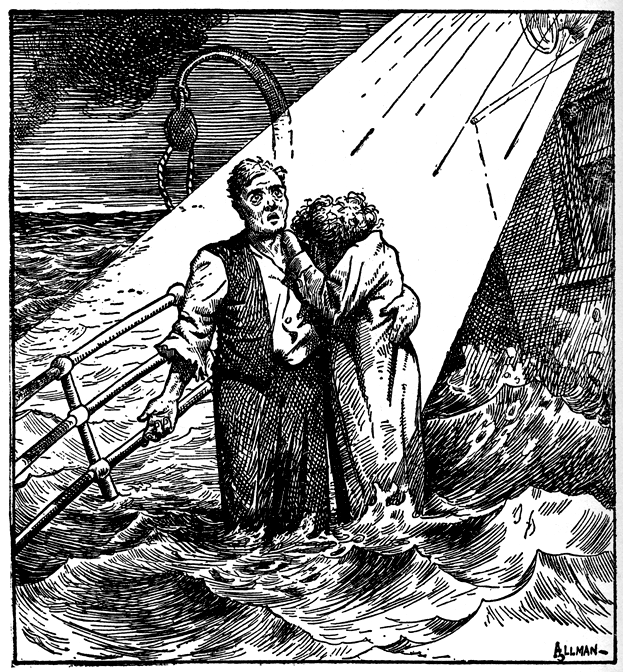
"Más cerca, oh Dios, de ti" – viñeta de 1912, referente al naufragio del Titanic

Más cerca, oh Dios, de ti se asocia con el hundimiento del Titanic, ya que algunos supervivientes informaron, más tarde, que la orquesta del barco tocó el himno mientras el buque se hundía. Por ejemplo, Violet Jessop dijo en su testimonio de 1934 sobre el desastre que había escuchado el himno; Archibald Gracie IV, sin embargo, lo negó enfáticamente en su propio testimonio, escrito poco después de la tragedia. También el radiotelegrafista Harold Bride explicó que él había oído la canción Autumn, por la que pudo haberse referido al vals entonces popular llamado Songe d'Automne (Sueño de Otoño) de Archibald Joyce. La versión "Bethany" fue la más empleada en las películas que relatan la historia del naufragio, siendo usada por primera vez en 1929 para la película Atlantic de Ewald André Dupont, y posteriormente empleada en 1943 para la película Titanic de Herbert Selpin. Asimismo fue utilizada en la película de 1953, dirigida por Jean Negulesco, y la reconocida película de 1997, dirigida por James Cameron. En contraste con la versión "Bethany", la versión "Horbury" fue empleada solo una vez, en 1958, para la película La última noche del Titanic, de Roy Ward Baker.
Wallace Hartley, director de la orquesta del barco (que, al igual que todos los músicos a bordo, falleció en el naufragio), era un enamorado de la canción y expresó su deseo de que fuera tocada en su funeral. Era un británico metodista que estaba familiarizado con las versiones "Horbury" y "Propior Deo", siendo poco probable que hubiera interpretado la versión "Bethany". Su padre, maestro de capilla metodista, utilizaba la versión "Propior Deo" en la iglesia. Su familia aseguraba que él habría tocado la versión "Propior Deo", cuyas notas de apertura aparecen en el memorial de Hartely y se tocaron en su funeral. Sin embargo, una hoja de registro de una grabación de un cilindro de fonógrafo de 1913, que reproducía la versión "Bethany", afirma que "Cuando el gran barco de vapor Titanic se hundió en medio del océano en abril de 1912, estaba siendo tocada por la orquesta y cantada por los desafortunados pasajeros, incluso mientras el barco dio su último zambullido". George Orrell, el director de orquesta del RMS Carpathia (barco que acudió al rescate de los supervivientes), habló con varios testigos del naufragio y relató: "Se espera que la orquesta del barco, en cualquier emergencia, toque para calmar a los pasajeros. Después de que el Titanic chocase con el iceberg, la orquesta empezó a tocar una música brillante, música de baile, canciones cómicas -cualquier cosa que impidiese que los pasajeros Fueran presa del pánico... varios pasajeros impresionados comenzaron a pensar que la muerte les miraba y pidieron al director de la orquesta que tocara himnos religiosos. El que atrajo a todos fue el de Más cerca, oh Dios, de ti.
El himno también fue cantado por la tripulación y pasajeros del SS Valencia, los cuales habían sido condenados mientras el buque se hundía en las costas canadienses, en 1906. Dicho suceso puede ser la fuente de esta leyenda del naufragio del Titanic.

## Citas en composiciones musicales
Una paráfrasis dramática de la melodía del himno fue escrita para una banda sinfónica por el compositor danés Carl Nielsen. Su versión incluye una versión musical de la colisión entre el barco y el iceberg. El compositor Sigfrid Karg-Elert, conmovido por la tragedia del Titanic, escribió seis obras basadas en el arreglo "Bethany", incluyendo una fantasía para órgano. El arreglo "Bethany" también es citado en la cuarta sinfonía de Charles Ives. El organista francés Joseph Bonnet escribió "In Memoriam - Titanic", la primera de su Douze Pièces, Op. 10, basada en la melodía Horbury. Fue publicado el año siguiente al hundimiento del Titanic.
El himno tuvo también incidencia en lo que respecta a la ópera. La cantante Emma Abbott, impulsada por su "puritanismo intransigente y grotesco" reescribió La Traviata para que Violetta muriese cantando "Más cerca, oh Dios, de Ti" en lugar del Addio del passato de Verdi.

## Otros usos

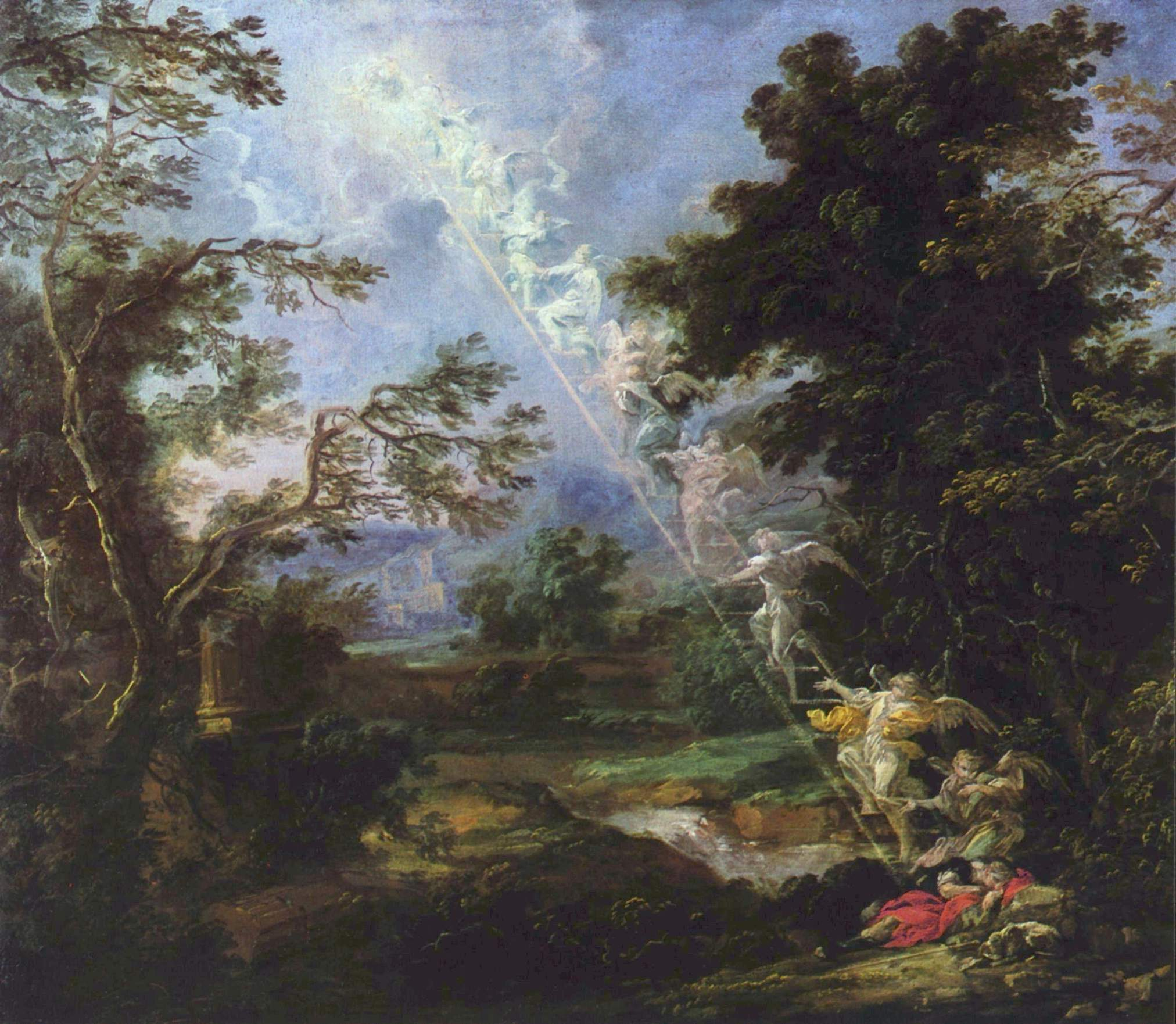
Representación de la Escalera de Jacob - Pintura de Michael Lukas Leopold Willmann en 1691

Otro rumor, en torno a la muerte del presidente William McKinley en septiembre de 1901, cita a sus últimas palabras como las primeras líneas del himno. A las 15:30 de la tarde del 14 de septiembre de 1901, después de cinco minutos de silencio en todo el país, numerosas bandas de todos los Estados Unidos tocaron el himno favorito de McKinley, en su memoria. También fue interpretado por la Banda de la Marina en la Avenida Pensilvania durante el cortejo fúnebre a través de Washington y al final del funeral en sí, y en un servicio conmemorativo para él en la Abadía de Westminster, Londres. El himno también se interpretó mientras el cuerpo del asesinado presidente americano James Garfield era enterrado en el cementerio de Lakeview en Cleveland, Ohio, y en los funerales de los expresidentes de los Estados Unidos Warren G. Harding y Gerald R. Ford, y el príncipe Bernardo de Lippe-Biesterfeld de los Países Bajos.
La banda del ejército confederado tocó esta canción mientras los supervivientes del desastroso Asalto de Pickett (en la Batalla de Gettysburg) regresaban de su asalto de infantería fallido. El regimiento Rough Riders interpretó el himno en el entierro de sus camaradas fallecidos después de la Batalla de las Guásimas (1898). Una película llamada Más cerca, oh Dios, de Ti se hizo en 1917 en el Reino Unido. El himno "Más cerca, oh Dios, de Ti" cantado al final de la película de 1936 San Francisco. En la película de Max Ophüls de 1952, Le Plaisir, la versión francesa del himno, 'Plus près de toi, mon Dieu', se canta en una iglesia en el campo, lo que provoca sollozos entre un grupo de cortesanas parisinas visitantes. El título del himno es también el título de una pintura del médico Jack Kevorkian. William F. Buckley, Jr. menciona en la introducción de su libro de 1998, Más cerca, oh Dios: Una Autobiografía de la Fe..., cuyo título fue inspirado por el himno "Más cerca, oh Dios, de Ti".
Una variación de la melodía es interpretada por la banda ZZ Top en una escena de Regreso al Futuro III, aunque la canción se toca a un ritmo más rápido de lo que se conoce tradicionalmente. Al comienzo de Los Simpson: la película (2007), la banda Green Day es vista tocando en un concierto en Springfield en una barcaza y el público les tira piedras. Cuando la barcaza comienza a hundirse, el bajista Mike Dirnt cita la película Titanic pronunciando la línea de Hartley: "Señores, ha sido un honor tocar con ustedes esta noche". Todos los miembros de la banda sacan violines y comienzan a tocar "Más cerca, oh Dios, de Ti". Esta broma sobre Titanic fue también usada en la película Osmosis Jones pero la línea se cambia: "Señores, tocar con ustedes ha sido el mayor placer de mi vida". La versión española de Marco T desde Colombia el cantante de góspel Ted Turner, hablando poco antes del lanzamiento de CNN, prometió que, salvo problemas técnicos, "No vamos a cerrar la transmisión hasta que se acabe el mundo. Estaremos en transmisión, y cubriremos el fin del mundo, y será nuestro último evento... y cuando llegue el fin del mundo vamos a tocar Más cercaa, oh Dios, de Ti "antes de despedirnos".
Siobhan Owen, después de cantar este himno en una cena al centenario del Titanic, lo grabó en su álbum "Storybook Journey", que fue lanzado en junio de 2012. Un episodio de la temporada 3 de Homicide: Life on the Street es titulado Más cerca, oh Dios, de Ti.
Así mismo se la tocó para recordar a las 29 víctimas del accidente del Vuelo 571 de la Fuerza Aérea Uruguaya. Los 16 supervivientes lograron sobrevivir, comiendo la carne de los que habían fallecido, enfrentándose al hambre, al frío y a la deshidratación durante 72 días.
También se interpreta en las procesiones de Semana Santa en España por formaciones de viento-metal.